# Erythronium taylorii
Erythronium taylorii là một loài thực vật có hoa trong họ Liliaceae. Loài này được Shevock & G.A.Allen miêu tả khoa học đầu tiên năm 1997.